# いて座パイ星
いて座π星（いてざパイせい、π Sgr / π Sagittarii）は、いて座の恒星系である。

## 概要
3つの恒星からなる連星系で、地球からは、π星Aとπ星Bは0.09秒、π星Cは0.4秒離れて見える。A星とB星は少なくとも15au、C星は54au離れていると考えられている。
黄道面に近いため、いて座π星は月、ごくまれに惑星による掩蔽が観測される。次の惑星による掩蔽は、2035年2月17日に金星によって起こる。
同じいて座のξ2星、ο星、ρ1星などの星と「ティースプーン (Tea Spoon)」と呼ばれる匙のような形のアステリズムを作る。これは、この星のさらに南側にあるアステリズム「ティーポット」に呼応したものである。

## 名称
固有名のアルバルダ (Albaldah) は、アラビアの月宿で第21番目の al-balda に由来する。これは「その場所」や「都市」という意味の言葉で、一般にメッカのことを指すとされる。2017年9月5日、国際天文学連合の恒星の固有名に関するワーキンググループは、Albaldah をいて座π星Aの固有名として正式に承認した。